# Michelle Monje

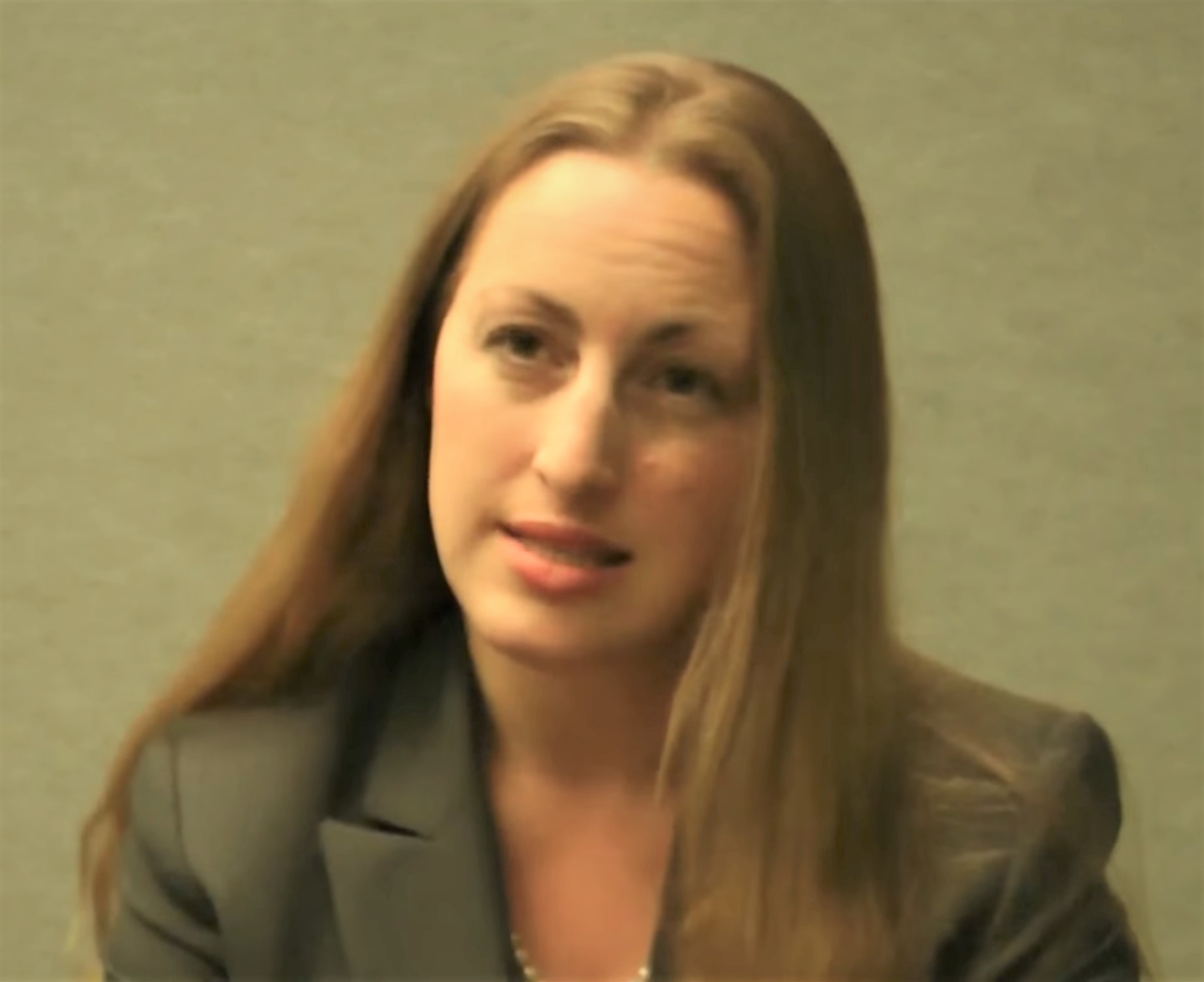
Michelle Monje (2015)

Michelle Leigh Monje-Deisseroth (* 1975 oder 1976) ist eine US-amerikanische Neurologin an der Stanford University. Sie gilt als „Pionierin [der] Krebs-Neurowissenschaften“, einem Gebiet, das sich mit den neurologischen Eigenschaften von Tumoren befasst – in gewisser Abgrenzung zur Neuroonkologie, die sich allgemein mit Krebserkrankungen des Nervensystems befasst.

## Leben und Wirken
Michelle Monje war das Einzelkind einer alleinerziehenden Mutter und wuchs in der San Francisco Bay Area auf. Sie wollte schon als kleines Kind Ärztin werden und galt als hochbegabt. Ihr Hobby war der Eiskunstlauf. Als ältere Schülerin engagierte sich beim Eiskunstlauf-Training für Kinder mit Entwicklungsverzögerungen, zum Beispiel auf dem Boden des Down-Syndroms.
Monje erwarb 1998 am Vassar College einen Bachelor in Biologie und 2004 an der Stanford University sowohl einen M.D. als Abschluss des Medizinstudiums als auch einen Ph.D. in Neurowissenschaften. Ihre Facharztausbildung in Neurologie absolvierte sie am Brigham and Women’s Hospital und am Massachusetts General Hospital, beides Lehrkrankenhäuser der Harvard Medical School. Seit 2011 ist sie wieder an der Stanford University, wo sie eine Ausbildung in pädiatrischer Neuroonkologie erhielt und bei Philip A. Beachy als Postdoktorandin arbeitete.
An der Stanford University hat Monje (Stand 2025) eine nach Milan Gambhir benannte Professur für pädiatrische Neuroonkologie inne. Milan Gambhir war ein Junge, der an einem Glioblastom starb und an dessen kultivierten Tumorzellen auch Monje forschte und wichtige Entdeckungen machte. Seit 2021 forscht Michelle Monje zusätzlich für das Howard Hughes Medical Institute. An der Stanford University hat sie weitere Professuren by courtesy inne (courtesy appointment; etwa: Höflichkeitsprofessur in anderen Abteilungen für regelmäßige Beiträge in Forschung und Lehre): Neurochirurgie, Pädiatrie, Pathologie, Psychiatrie und Verhaltensbiologie (Behavioral Sciences).
Monje und Mitarbeiter befassen sich mit Funktion und Störung der Interaktion von Nervenzellen und Gliazellen und deren Bedeutung für Entstehung und Verlauf pädiatrischer Hirntumoren, insbesondere des diffusen intrinsischen Ponsglioms (DIPG). Sie konnte zeigen, dass die elektrische und parakrine Aktivität des Gehirns (zum Beispiel mittels eines neuronal activity-regulated growth factor) Tumorzellen stimuliert. Gliomzellen sind demnach aktive Teile neuronaler Netzwerke, mit denen sie wechselwirken. Weitere Arbeiten Monjes befassen sich mit der Wirkung einer Chemotherapie auf das Gehirn, dem sogenannten chemo brain. Es gibt dabei Implikationen für Veränderungen des Gehirns bei Long COVID.
Monje hat laut Google Scholar einen h-Index von 77, laut Datenbank Scopus einen von 70 (jeweils Stand August 2025).
Michelle Monje ist seit 2007 mit Karl Deisseroth verheiratet, einem Psychiater und Neurobiologen an der Stanford University. Das Paar hat vier gemeinsame Kinder sowie einen Sohn aus Deisseroths erster Ehe.

## Auszeichnungen (Auswahl)
- 2021 MacArthur Fellowship[8]
- 2021 Mitglied der National Academy of Medicine[9]
- 2023 Richard Lounsbery Award[10]
- 2023 Paul Marks Prize for Cancer Research[11]
- 2025 Brain Prize[12]
- 2025 Mitglied der National Academy of Sciences[13]
- 2025 International Prize for Translational Neuroscience[2]